# ライカミング・エンジンズ
ライカミング・エンジンズ（Lycoming Engines）は、アメリカ合衆国の航空用エンジン製造会社である。主に小型機用のレシプロエンジンを主力としている。ペンシルベニア州ライカミング郡ウィリアムズポートに本社を置く。社名は本社のあるライカミング郡（Lycoming County）に由来する。
前進は1845年にEllen Louise Demorestにより設立されたミシン製造会社『Demorest Manufacturing Company founded』である。1900年代初頭までは、ミシンの他、自動車やタイプライターなども製造していた。1907年には経営不振により、自動車用エンジンの製造に注力した。1929年から航空機用のエンジンであるR-680の製造を開始し、小型機に使われるようになった。
レシプロエンジン部門は1994年にテキストロンに買収され子会社となり、ガスタービンエンジン部門はアライドシグナルを経由してハネウェル・エアロスペースに売却されている。
曲技飛行用のエンジンとして多く利用されており、レッドブル・エアレース・ワールドシリーズは2014年からO-540のエアロバティック用モデルAEIO-540をチューンした『Thunderbolt AEIO-540-EXP』を使用するワンメイクレースである。

## 主な製品

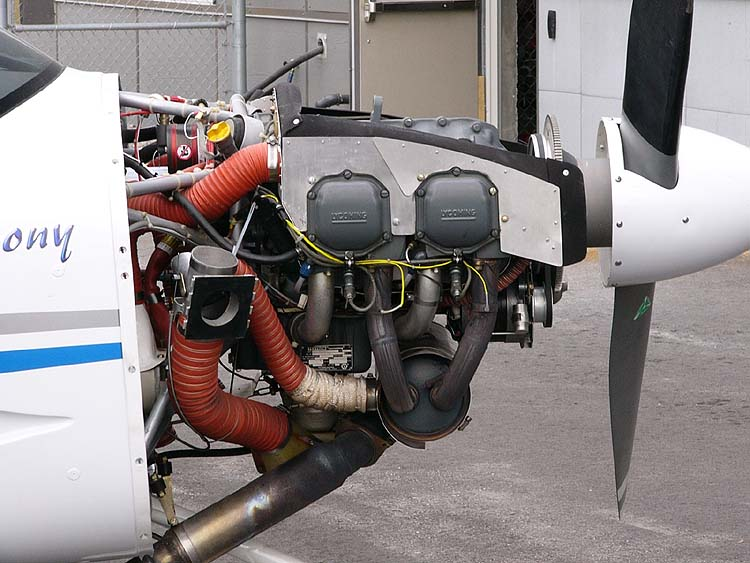
ライカミング O-320-D2A (Symphony SA-160)

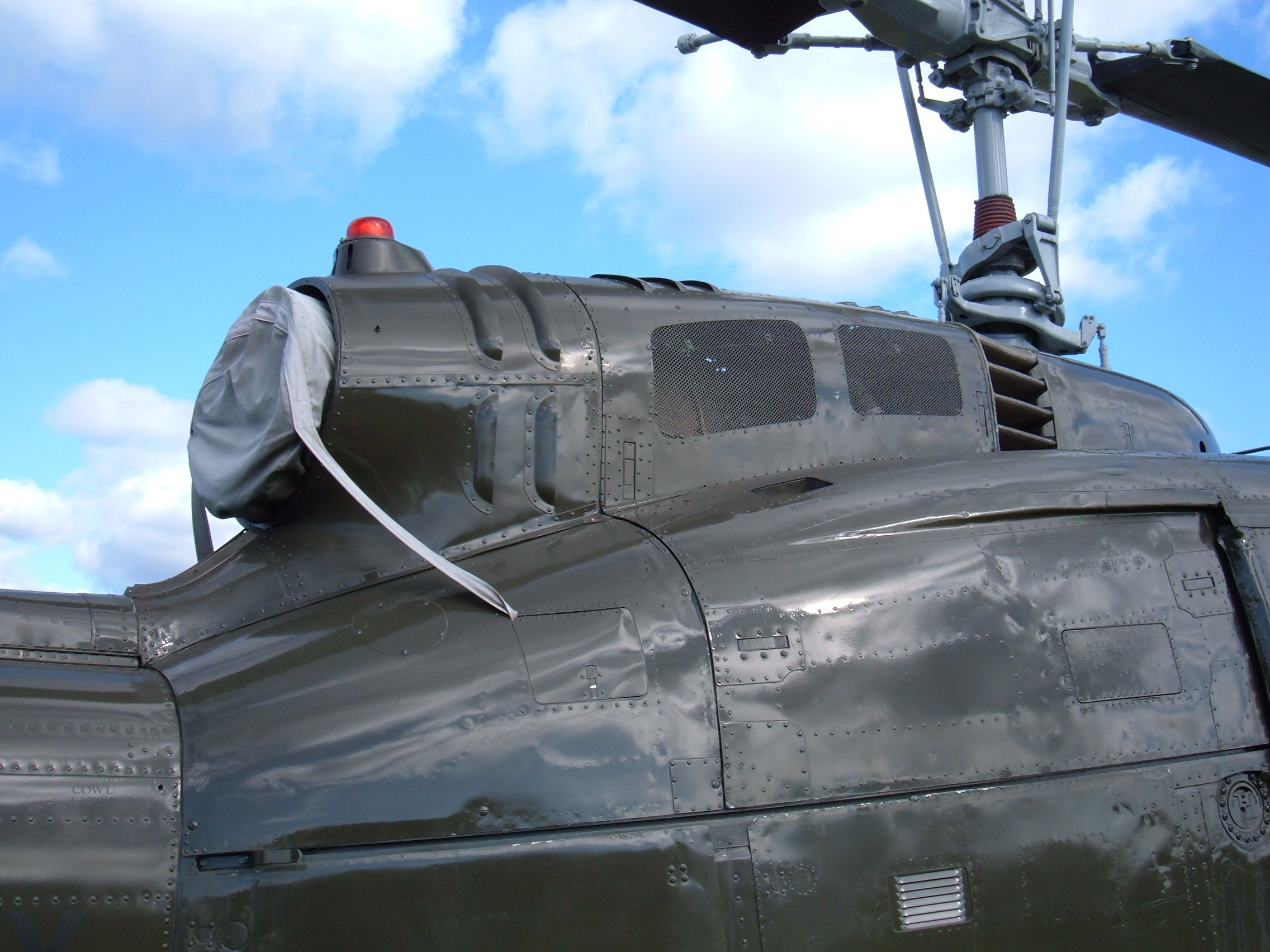
ライカミング T53-L-13（ベル UH-1H）

### 型式
型式は『アルファベット-数字』となっており、最初のアルファベットがエンジンの種類を表している。
- A - エアロバティック用 (ドライサンプ)
- AE - エアロバティック用
- G - 減速機付き
- H - ヘリコプター用
- I - 燃料噴射装置付き
- L - クランクシャフトが左回転（逆回転）するモデル（多発機用）
- M - 無人航空機用
- O - 水平対向エンジン
- R - 星型エンジン
- S - スーパーチャージャー付き
- T - ターボチャージャー付き
- V - 縦置きエンジン（ヘリコプター用）
- X - X型エンジン

### レシプロ
- R-680
- O-145
- O-235
- O-290
- O-320
- O-340
- O-360
- IO-390
- O-435
- O-480/IGSO-480（英語版）
- O-540（英語版）

サンダーボルト AEIO-540-EXP

### ガスタービン
現在ではハネウェルのブランド
- T53
- T55

## ギャラリー

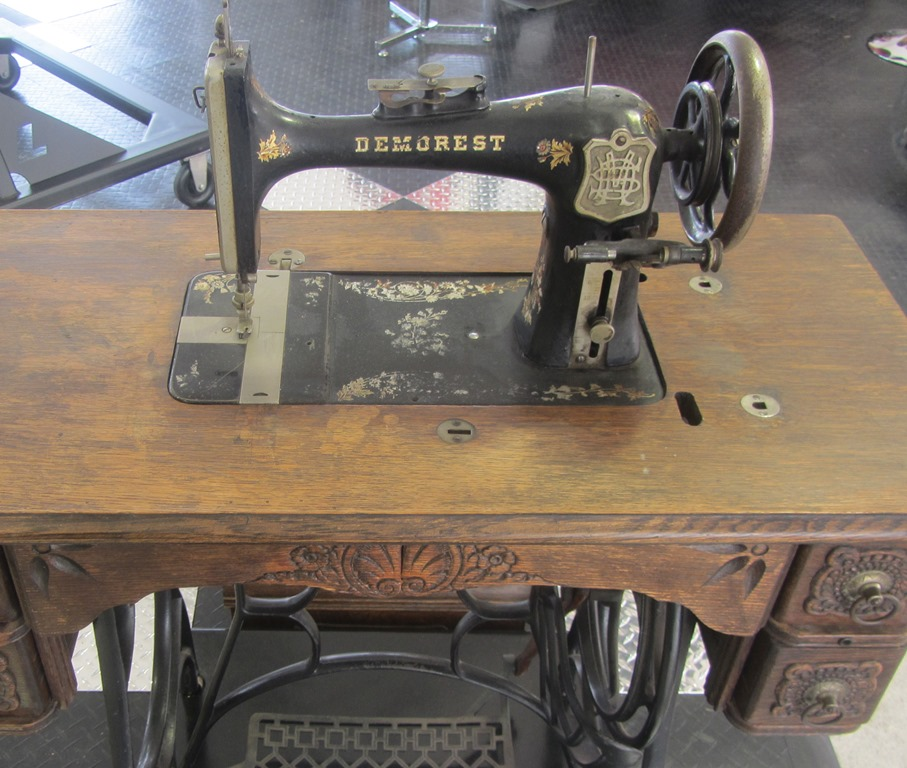
創業当初に製造されたミシン
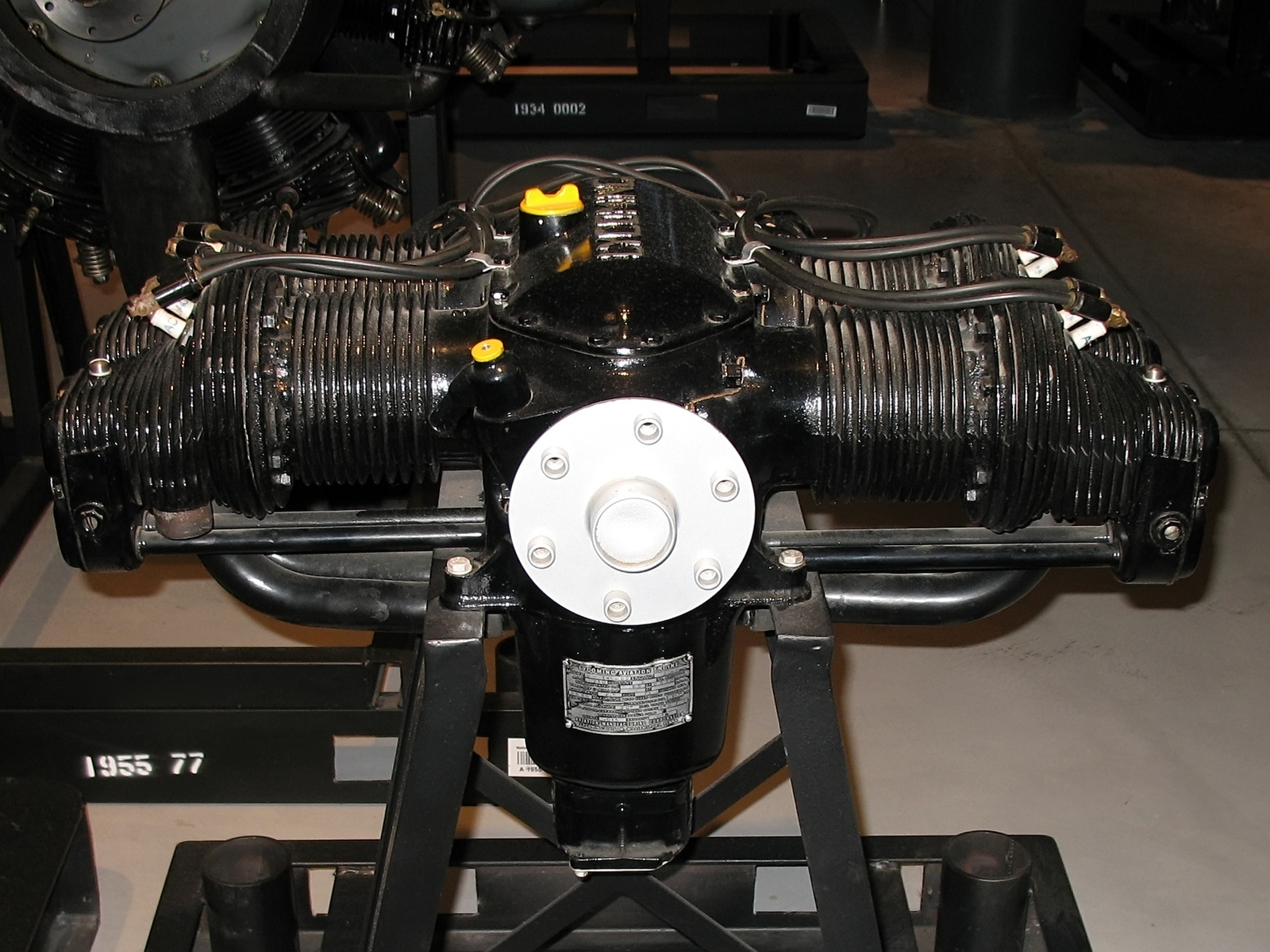
O-145-B2
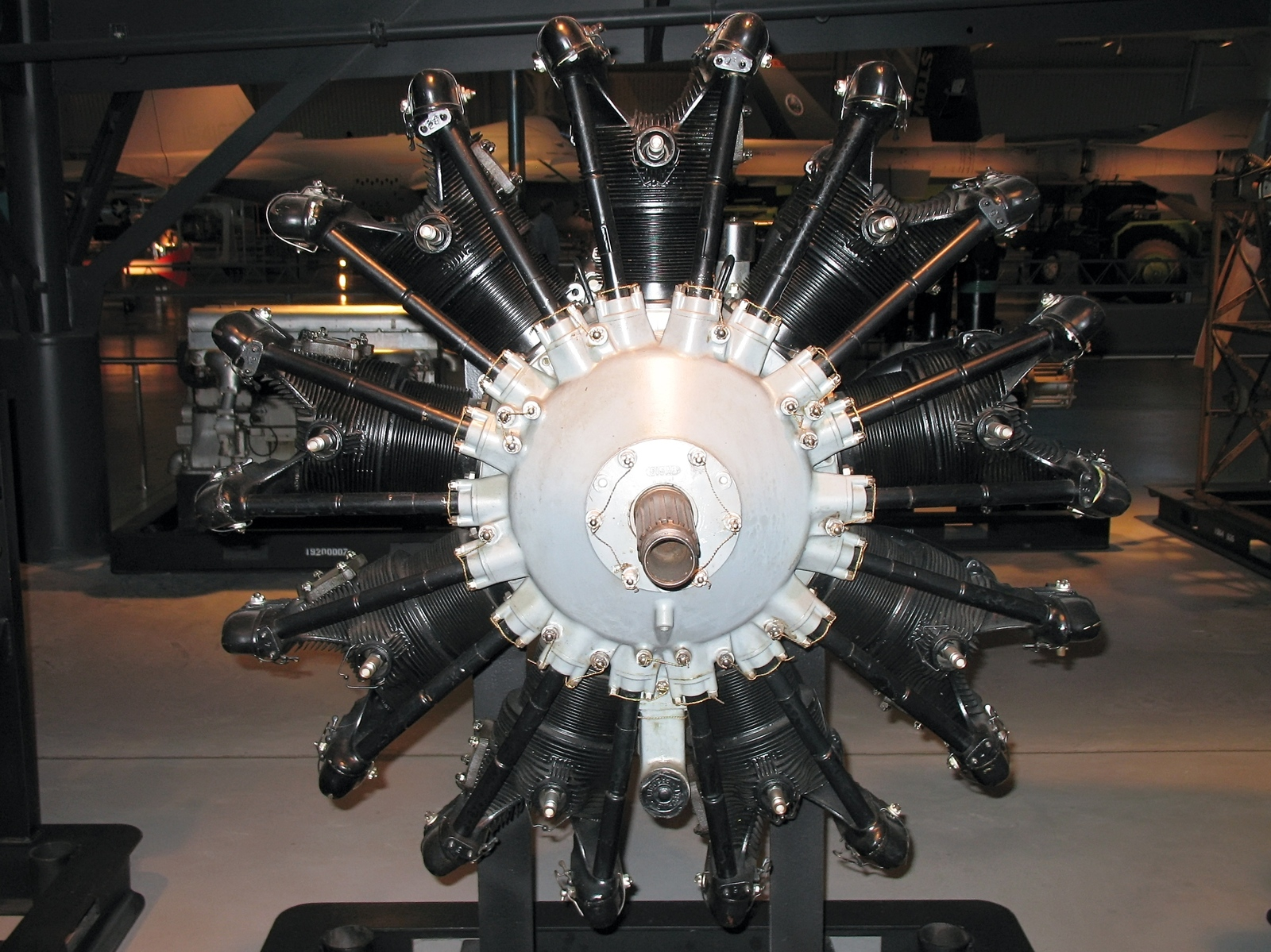
R-680
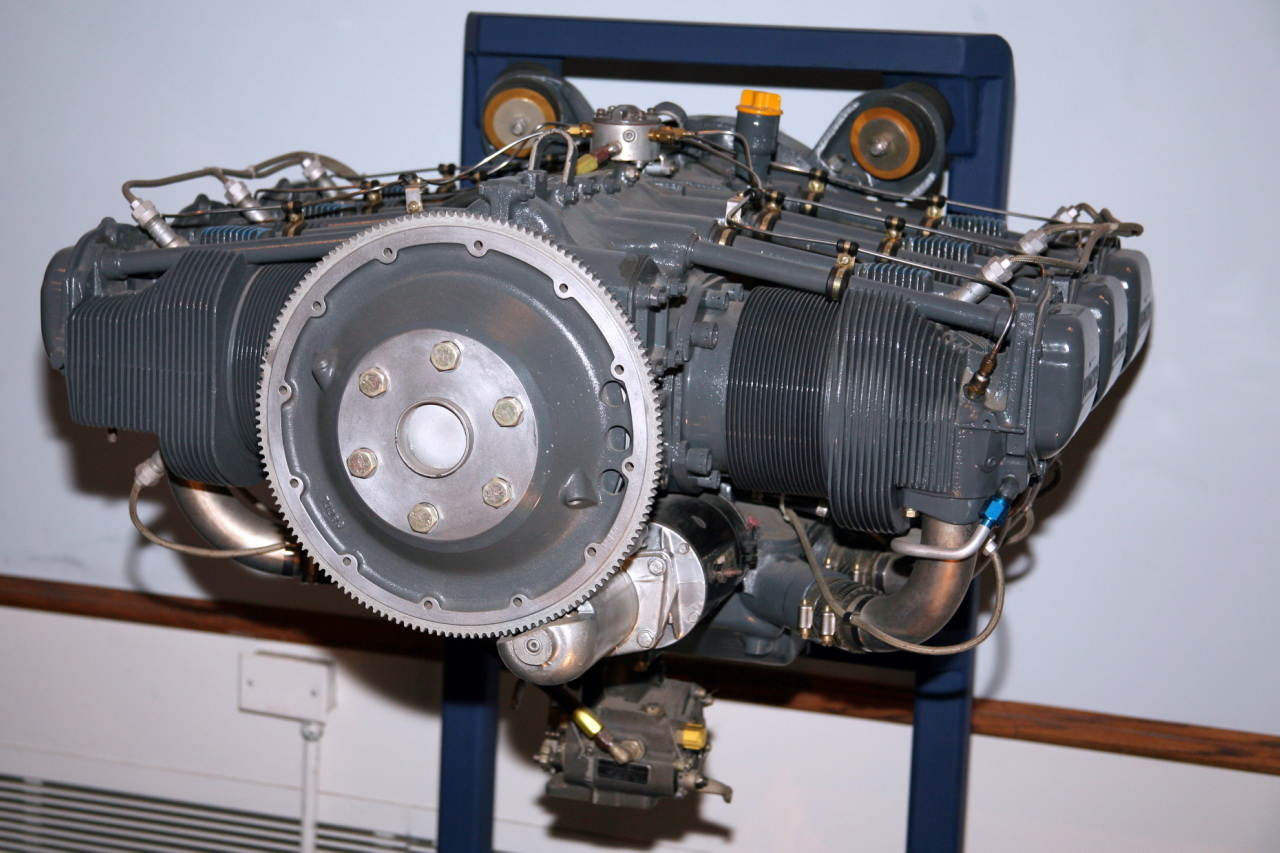
AEIO-540
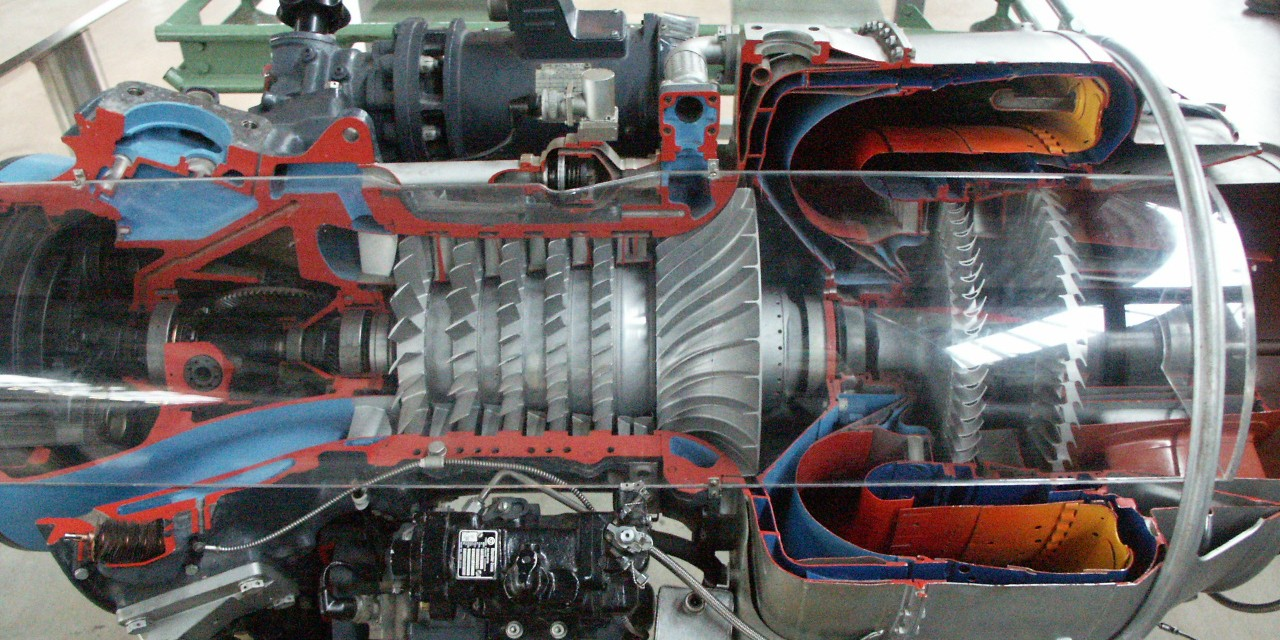
T-53
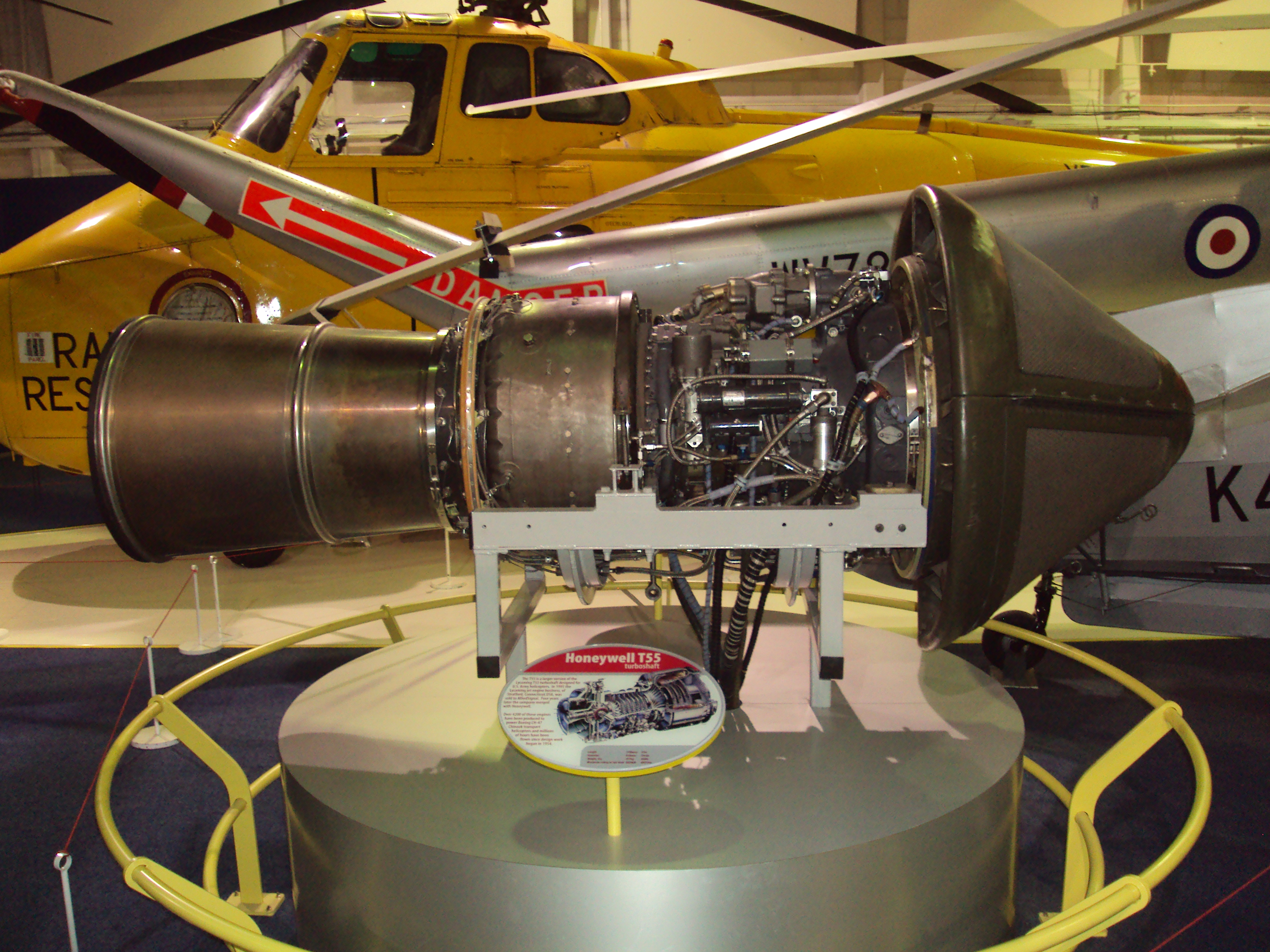
T-55
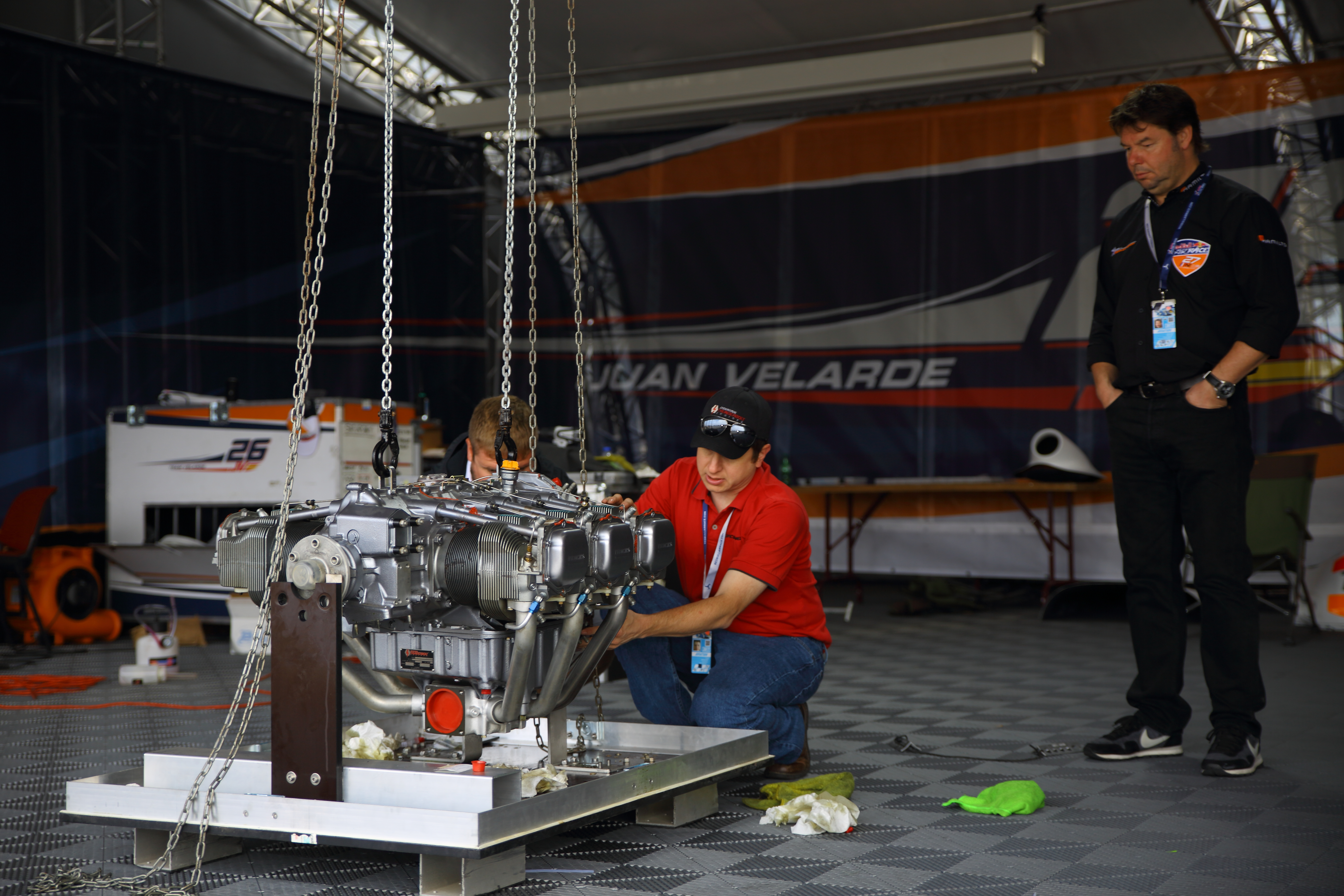
Thunderbolt AEIO-540-EXP